# ウェストモアランド郡 (ペンシルベニア州)
ウェストモアランド郡（英: Westmoreland County）は、アメリカ合衆国ペンシルベニア州の南西部に位置する郡である。人口は35万4663人（2020年）。郡庁所在地はグリーンズバーグであり、同郡で人口最大の都市である。ウェストモアランド郡は1773年2月26日に、ペンシルベニア植民地のアレゲーニー山脈より西では最初の郡として設立された。当初の領域には現在のファイエット郡、ワシントン郡、グリーン郡の全体と、ビーバー郡、アレゲニー郡、インディアナ郡、アームストロング郡の一部が含まれていた。1910年から1911年に掛けての冬に大きな炭鉱ストライキが発生した。
ウェストモアランド郡はその全体がピッツバーグ都市圏に含まれ、また北東部はジョンズタウン都市圏に接している。

## 政治
2008年11月時点でウェストモアランド郡には249,147人の登録有権者がいた。
- 民主党: 136,882 (54.94%)
- 共和党: 87,813 (35.25%)
- その他の政党: 24,452 (9.81%)

郡レベルの政治では昔から民主党が優勢であるが、国政や州のレベルでは共和党を支持する傾向にある。2000年アメリカ合衆国大統領選挙では、共和党のジョージ・W・ブッシュが郡総投票数の52%を獲得し、対する民主党のアル・ゴアは46%だった。2004年では、ブッシュが56%、民主党のジョン・ケリーは43%だった。2008年では、共和党のジョン・マケインが58%、民主党のバラク・オバマが41%だった。2002年と2006年に行われた州知事選挙では、民主党員で当選したエド・レンデルがウェストモアランド郡では勝てなかった。2008年のペンシルベニア州下院第57選挙区では、引退した民主党員の後釜に共和党員が当選した。2010年の選挙では、アメリカ合衆国上院議員と州知事に共和党員が当選したが、どちらもウェストモアランドを制した。またペンシルベニア州下院でも共和党が2議席を増やした。2011年、共和党は郡役人全てを独占した。

### 大統領選挙の結果
- 2012年 ミット・ロムニー 103,932 (61.3%) バラク・オバマ 63,722 (37.6%)
- 2008年 ジョン・マケイン 102,294 (57.6%) バラク・オバマ 72,721 (41.0%)
- 2004年 ジョージ・W・ブッシュ 100,087 (56.0%)	ジョン・ケリー 77,774 (43.5%)
- 2000年 ジョージ・W・ブッシュ 80,858 (52.0%) アル・ゴア 71,792 (46.2%)
- 1996年 ビル・クリントン 63,686 (44.2%) ボブ・ドール 62,058 (43.1%)
- 1992年 ビル・クリントン 69,817 (45.0%)	ジョージ・H・W・ブッシュ 47,315 (30.5%)
- 1988年 マイケル・デュカキス 76,710 (55.1%) ジョージ・H・W・ブッシュ 61,472 (44.1%)
- 1984年 ウォルター・モンデール 79,906 (52.4%) ロナルド・レーガン 71,377 (46.8%)
- 1980年 ジミー・カーター 68,627 (49.2%) ロナルド・レーガン 63,140 (45.6%)
- 1976年 ジミー・カーター 74,217 (54.5%) ジェラルド・フォード 59,172 (43.5%)
- 1972年 リチャード・ニクソン 75,085 (54.6%) ジョージ・マクガヴァン 59,322 (43.1%)
- 1968年 ヒューバート・ハンフリー 81,833 (55.0%) リチャード・ニクソン 52,206 (35.1%)
- 1964年 リンドン・B・ジョンソン 107,131 (71.7%) バリー・ゴールドウォーター 41,493 (27.8%)
- 1960年 ジョン・F・ケネディ 85,641 (55.3%) リチャード・ニクソン 68,825 (44.4%)

ウェストモアランド郡はアメリカ合衆国下院議員ペンシルベニア州第12、第14および第18選挙区に属し、2013年時点では共和党2人、民主党1人の議員を選出している。ペンシルベニア州議会上院では第32、第38、第39、第41、第45および第46選挙区に属しており、下院では第25、第52、第54、第55、第56、第57、第58および第59選挙区に属している。2013年時点で上院は共和党2人、民主党4人、下院は共和党4人、民主党4人となっている。

## 地理
アメリカ合衆国国勢調査局に拠れば、郡域全面積は1,036平方マイル (2,684 km2)であり、このうち陸地1,025平方マイル (2,656 km2)、水域は11平方マイル (28 km2)で水域率は1.05%である。

### 隣接する郡
- アームストロング郡 - 北
- インディアナ郡 - 北東
- カンブリア郡 - 東
- サマセット郡 - 南東
- ファイエット郡 - 南
- ワシントン郡 - 南西
- アレゲニー郡 - 西
- バトラー郡 - 北西

## 人口動態
以下は2000年国勢調査による人口統計データである。
| 基礎データ - 人口: 369,993人 - 世帯数: 149,813 世帯 - 家族数: 104,569 家族 - 人口密度: 139人/km2（361人/mi2） - 住居数: 161,058軒 - 住居密度: 61軒/km2（157軒/mi2） 人種別人口構成 - 白人: 96.58% - アフリカン・アメリカン: 2.01% - ネイティブ・アメリカン: 0.09% - アジア人: 0.52% - 太平洋諸島系: 0.02% - その他の人種: 0.15% - 混血: 0.64% - ヒスパニック・ラテン系: 0.51% 先祖による構成 - ドイツ系：23.7% - イタリア系：18.5% - アイルランド系：9.7% - ポーランド系：8.9% - イギリス系：6.7% - スロバキア系：5.2% - アメリカ人：5.0% | 年齢別人口構成 - 18歳未満: 22.0% - 18-24歳: 6.8% - 25-44歳: 27.5% - 45-64歳: 25.4% - 65歳以上: 18.3% - 年齢の中央値: 41歳 - 性比（女性100人あたり男性の人口） - 総人口: 93.1 - 18歳以上: 89.7 世帯と家族（対世帯数） - 18歳未満の子供がいる: 28.4% - 結婚・同居している夫婦: 57.0% - 未婚・離婚・死別女性が世帯主: 9.6% - 非家族世帯: 30.2% - 単身世帯: 26.9% - 65歳以上の老人1人暮らし: 13.3% - 平均構成人数 - 世帯: 2.41人 - 家族: 2.93人 |

## 都市と町

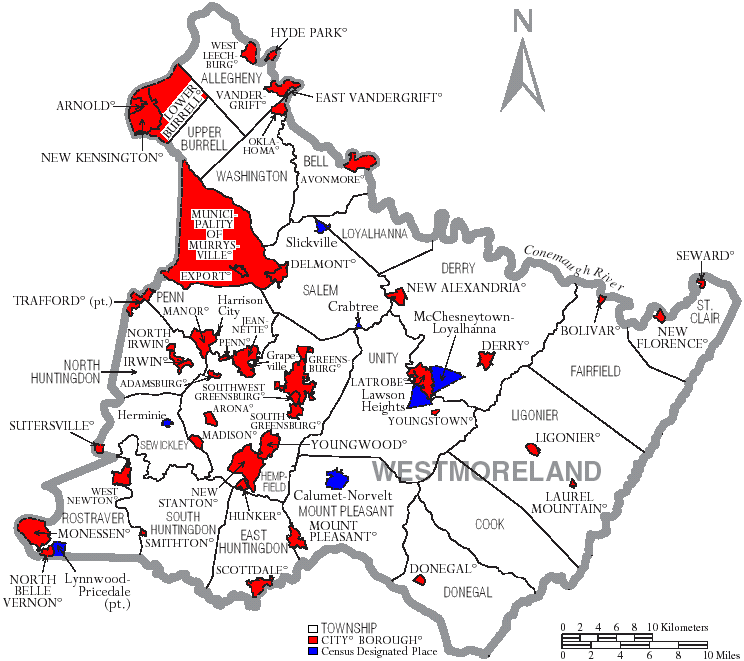
ウェストモアランド郡の自治体、ボロは赤、タウンシップは白、国勢調査指定地域は青

ペンシルベニア州法の下では4種類の自治体がある。市、ボロ、タウンシップ、町である。

### 都市
| - アーノルド - グリーンズバーグ - 郡庁所在地 - ジャネット | - レイトローブ - ローワーバレル | - モネッセン - ニューケンジントン |

### ボロ
| - アダムズバーグ - アロナ - エイボンモア - ボリバー - デルモント - デリー - ドンガル - イーストバンダーグリフト - イクスポート - ハンカー - ハイドパーク - アーウィン - ローレルマウンテン | - リゴニア - マディソン - マナー - マウントプレザント - マリーズビル - ニューアレクサンドリア - ニューフローレンス - ニュースタントン - ノースベルバーノン - ノースアーウィン - オクラホマ - ペン | - スコットデール - スウォード - スミストン - サウスグリーンズバーグ - サウスウェストグリーンズバーグ - サターズビル - トラフォード（一部はアレゲニー郡） - バンダーグリフト - ウェストリーチバーグ - ウェストニュートン - ヤングスタウン - ヤングウッド |

### タウンシップ
| - アレゲニー - ベル - クック - デリー - ドンガル - イースト・ハンティンドン - フェアフィールド | - ヘンプフィールド - リゴニア - ロイアルハンナ - マウント・プレザント - ノース・ハンティンドン - ペン - ロストラバー | - セイラム - スウィックリー - サウス・ハンティンドン - セントクレア - ユニティ - アッパーバレル - ワシントン |

### 国勢調査指定地域
国勢調査指定地域はアメリカ合衆国国勢調査局が人口統計データを取るために設定した地域である。州法の下では実際の司法権が及ぶ範囲ではない。村などその他の未編入領域も下記に挙げる。
| - ブラーデンビル - カルメット - コリンズバーグ - クラブツリー - フェルズバーグ - グレイプビル - ハリソンシティ | - ハーミニー - ホステッター - ローソンハイツ - レベルグリーン - ロイアルハンナ - リンウッド・プライスデール - マンモス | - ミルウッド - ノーベルト - スリックビル - セント・ビンセント・カレッジ - ウェブスター - ワイアノ - ユーコン |

### 未編入の町
- ウェストモアランド・シティ

## 教育

### 公共教育学区

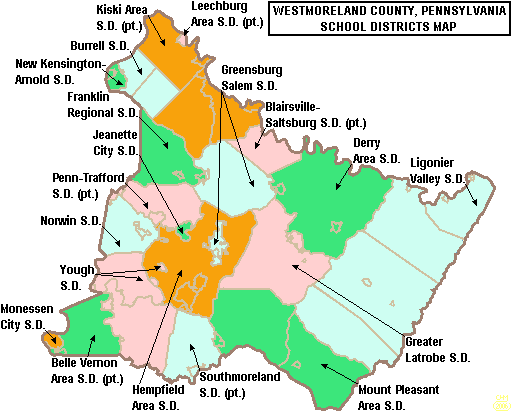
ウェストモアランド郡教育学区の区分図

- ベルバーノン地域教育学区（一部はファイエット郡）
- ブレアズビル・ソルツバーグ教育学区（一部はインディアナ郡）
- バレル教育学区
- デリー地域教育学区
- フランクリン地域教育学区
- グレーターレイトローブ教育学区
- グリーンズバーグ・セイラム教育学区
- ヘンプフィールド地域教育学区
- ジャネット市教育学区
- キスキ地域教育学区
- リーチバーグ地域教育学区
- リゴニアバレー教育学区
- モネッセン市教育学区
- マウントプレザント地域教育学区
- ニューケンジントン・アーノルド教育学区
- ノーウィン教育学区
- ペン・トラフォード教育学区（一部はアレゲニー郡）
- サウスモアランド教育学区（一部はファイエット郡）
- ユー教育学区

### 公立チャータースクール
- ドクター・ロバート・ケッテラー・チャータースクール、7年生から12年生、レイトローブ

### 私立高校
- グリーンズバーグ中央カトリック高校

### 高等教育機関
- ペン州立ニューケンジントン校
- セトンヒル大学
- セントビンセント・カレッジ
- ウェストモアランド郡コミュニティカレッジ
- ピッツバーグ大学グリーンズバーグ校

## 著名な出身者
- シャーリー・ジョーンズ、女優、歌手、アカデミー賞受賞、スミストンで育った
- ビル・マゼロスキー、メジャーリーグベースボール選手、アメリカ野球殿堂入り
- マイケル・モーラー、プロボクサー
- アーノルド・パーマー、プロゴルファー、レイトローブで生まれ育った
- アーサー・セントクレア、アメリカ独立戦争の少将、グリーンズバーグに埋葬されている
- ウィリー・スローワー、NFL選手、ニューケンジントンで生まれ育った

## 公園とレクリエーション

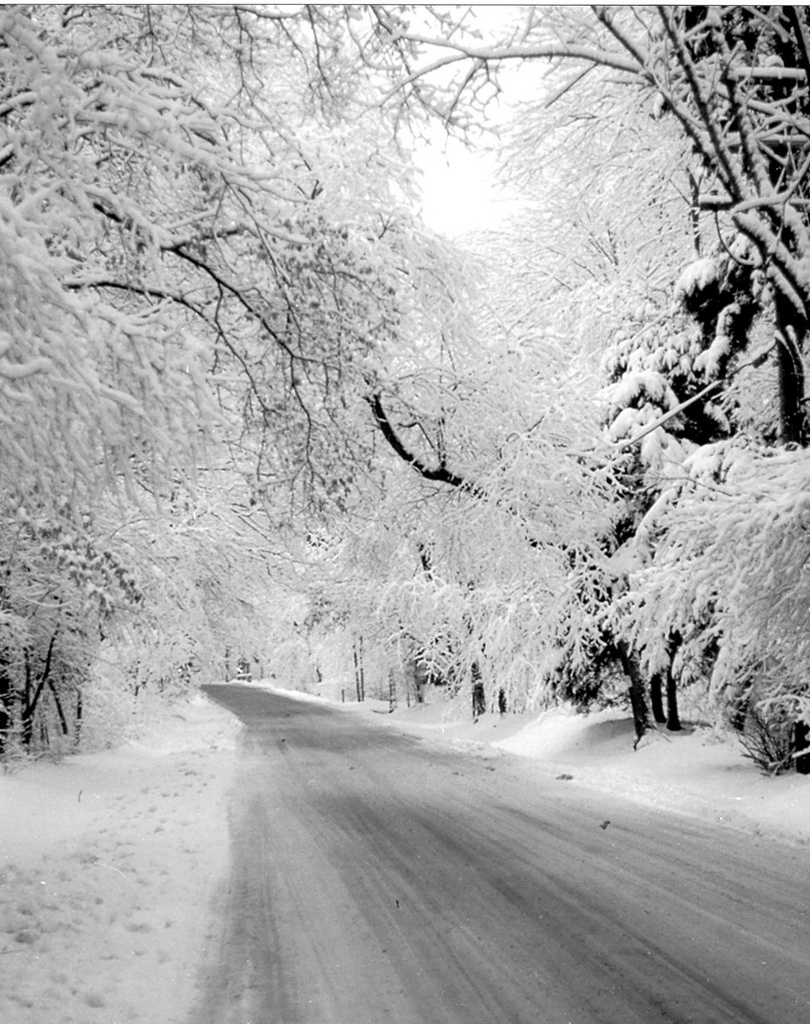
ローレル高地を通るリンラン州立公園の雪道

郡内には4つの州立公園がある。
- キーストン州立公園
- ローレルリッジ州立公園
- ローレルサミット州立公園
- リンラン州立公園